# Neumarktbrücke

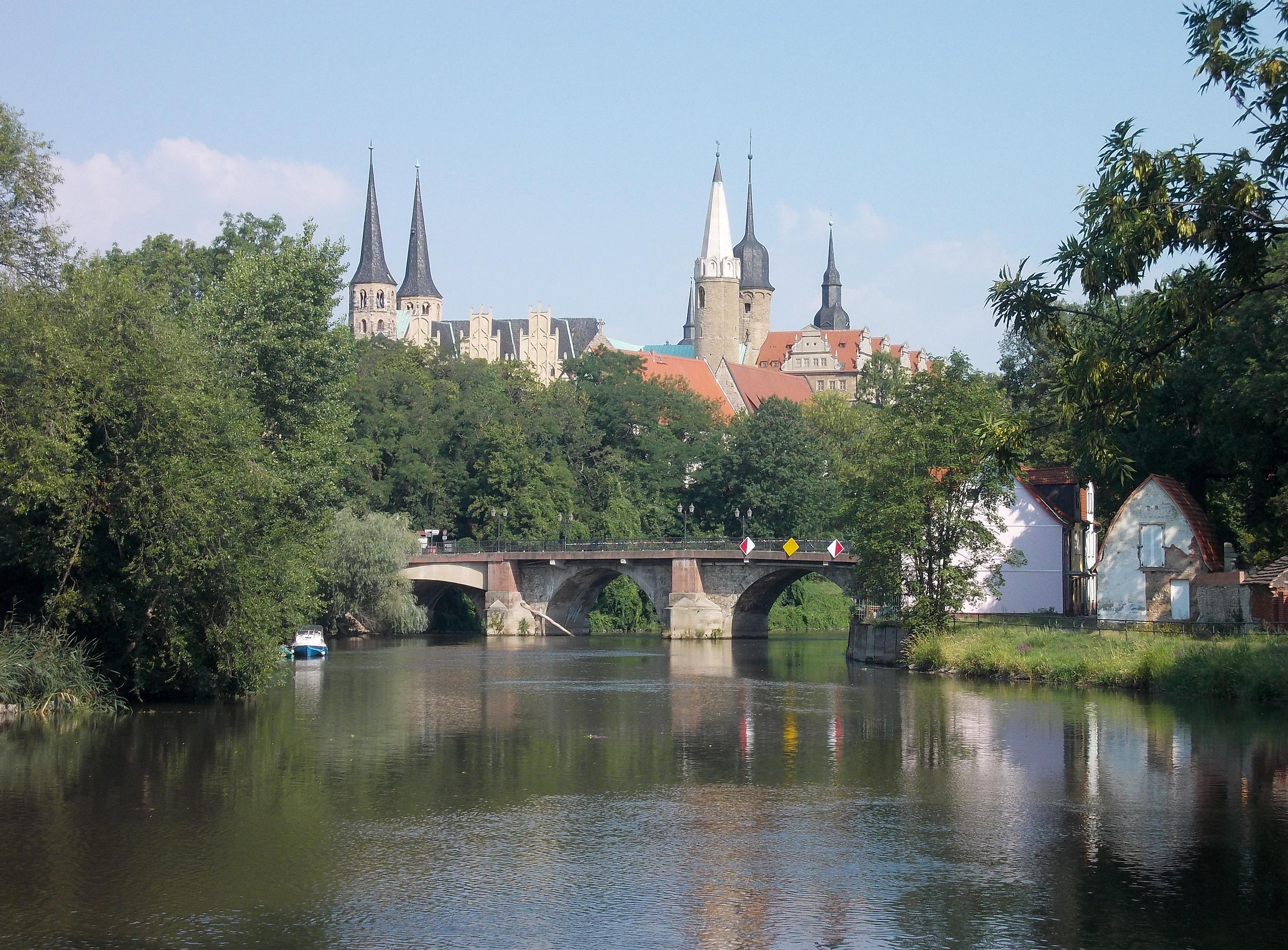
Neumarktbrücke in Merseburg, im Hintergrund das Schloss und der Dom

Die Neumarktbrücke, amtlicher Name Waterloobrücke, ist eine denkmalgeschützte Brücke in der Stadt Merseburg in Sachsen-Anhalt. Im örtlichen Denkmalverzeichnis ist es mit der Erfassungsnummer 094 20250 als Baudenkmal verzeichnet.

## Allgemeines
Die Neumarktbrücke ist eine Brücke über die Saale am Fuß des Schlosses von Merseburg.

## Geschichte
Die urkundliche Ersterwähnung der Brücke fand durch Barbarossa im Zusammenhang mit der urkundlichen Ersterwähnung von Neumarkt, heute ein Stadtteil von Merseburg, im Jahr 1188 statt. Die meisten Bögen der ursprünglichen Brücke sollen von Anfang an aus Steinen errichtet worden sein, nur im Mittelteil befand sich ein Holzübergang. An der Brücke kam es häufig zu Kriegshandlungen, denen Zerstörungen und Beschädigungen folgten. Während des Schmalkaldischen Kriegs wurde die Brücke 1547 zerstört und später wieder aufgebaut. Dabei erhielt der Holzübergang ein Dach; von da an nannte man sie Dachbrücke.
Im Dreißigjährigen Krieg zerstörten schwedische und französische Truppen die Brücke mehrfach. Sie wurde 1636, 1637 und 1641 niedergebrannt sowie mehrfach 1640. 1644 wurde der Holzübergang in den Fluss geworfen. Sie wurde aber immer wieder schnell aufgebaut. Der 1664 errichtete Nachfolgebau war eine Aufziehbrücke, deren seitliche Bögen aus Stein und der Mittelteil aus einem Holzübergang bestanden.
Sie wurde während des Siebenjährigen Kriegs im Jahr 1757 durch französische Soldaten niedergebrannt. Der Holzübergang wurde erst 1781 bis 1783 durch einen Steinbogen ersetzt. Zu einer teilweisen Zerstörung der Brücke kam es während der Befreiungskriege 1813. 1882 verbreiterte man die Brücke. An der Brücke wurde 1891 eine Gedenktafel angebracht. Sie erhielt den Namen Waterloobrücke, der sich aber nicht durchsetzte. Ihre heutige Gestalt erhielt sie durch eine Umgestaltung in den Jahren 1926 bis 1927, wobei sie erneut verbreitert wurde.

## Gedenktafel
An der Westseite der Brücke befindet sich eine Gedenktafel, die an eine besondere Gegebenheit erinnert. Auf der Brücke soll König Friedrich Wilhelm III. im Beisein der Prinzen Friedrich Wilhelm IV. und Wilhelm I. die Nachricht von der Schlacht von Waterloo und den Sieg über Napoleon erhalten haben. Überbracht wurde die Nachricht durch den Oberst Adolf Eduard von Thile. Die Gedenktafel wurde anlässlich der Umbenennung der Brücke in Waterloobrücke im Jahr 1891 angebracht. Nach dem Zweiten Weltkrieg verschwand die Gedenktafel; sie wurde aber 1999 wieder befestigt.